# Black Sails (EP)
Black Sails è un EP pubblicato dalla band AFI il 27 aprile 1999 con la casa discografica Nitro Records. Solo 5000 copie sono state prodotte.
La prima traccia può essere trovata nell'album Black Sails in the Sunset.

## Tracce
1. Porphyria – 2:09
2. Malleus Maleficarum – 4:04
3. The Prayer Position – 3:30
4. Who Knew? – 2:14

## Formazione
- Davey Havok – voce
- Jade Puget – chitarra, voce
- Hunter Burgan – basso, voce
- Adam Carson – batteria